# Beau Anderson
Beau Anderson (Melbourne, 25 december 1982) is een Australische darter. Hij was de oudere broer van de inmiddels overleden darter Kyle Anderson. Hij stapte in 2013 over van de BDO naar de PDC.

## Carrière
Anderson begon met darten toen hij acht jaar oud was en met toernooien sinds zijn negende levensjaar. Doordat hij zijn vader zag darten, kreeg hij er zelf ook interesse in.
Anderson won in 2010 de Pacific Masters. In 2013 won Anderson de Sydney Masters Qualifier. Anderson kwalificeerde zich voor het PDC World Darts Championship 2014. Anderson speelde in de 1e ronde tegen Colin Lloyd. Die wedstrijd won hij met 3-2 in sets. In de 2e ronde verloor hij van Robert Thornton met 4-0 in sets. In 2013 won hij ook de Oceanic Masters. In 2015 won Anderson de Dosh Balcatta AGP. In 2017 won hij de West Coast Classic. In 2017 stopte hij met darten.

## Resultaten op Wereldkampioenschappen

### WDF

#### World Cup
- 2009: Laatste 64 (verloren van Daniel Larsson met 3-4)
- 2011: Laatste 128 (verloren van Gary Elliott met 1-4)

### PDC
- 2014: Laatste 32 (verloren van Robert Thornton 0-4)